# Оркестр Юго-Западного радио Германии
Орке́стр Ю́го-За́падного ра́дио Герма́нии (нем. SWR Sinfonieorchester Baden-Baden und Freiburg) — германский симфонический оркестр, основанный в 1946 году под патронатом радиовещательной сети Südwestfunk (с 1998 г. Südwestrundfunk) и базировавшийся в Баден-Бадене и Фрайбурге.
Стоявшие у истоков оркестра Ганс Росбауд и Генрих Штробель тяготели к новейшей музыке, сделав фирменным знаком оркестра произведения Игоря Стравинского и Пауля Хиндемита, а в начале 1950-х гг. во многом определив новый облик фестиваля современной музыки в Донауэшингене. В 1958 г. именно с оркестром Юго-Западного радио в Баден-Бадене начал свою дирижёрскую карьеру Пьер Булез. В 1980-е гг. прививку восточноевропейской музыки сделал оркестру польский дирижёр Казимеж Корд (впрочем, ещё до этого оркестр в 1977 году стал первым исполнителем Симфонии скорбных песнопений Хенрика Гурецкого), а уже в 2000-е француз Сильвен Камбрелен включил в репертуар широкий круг французской музыки, от Рамо до Мессиана.
В июне 2012 г. совет Штутгартского радио выступил за объединение оркестра с симфоническим оркестром Штутгартского радио из-за бюджетных ограничений. Объединение, запланированное на 2016 г., не состоялось, и 17 июля того же года оркестр дал свой последний концерт. С участием части музыкантов обоих оркестров был в том же 2016 году создан новый Симфонический оркестр Юго-Западного Радио Германии, чьим местопребыванием стал Штутгарт, хотя Фрайбург остался одной из двух других постоянных концертных площадок оркестра наряду с Мангеймом.

## Главные дирижёры
- Готхольд Эфраим Лессинг (1946—1948)
- Ганс Росбауд (1948—1962)
- Эрнест Бур (1964—1979)
- Казимеж Корд (1980—1986)
- Михаэль Гилен (1986—1999)
- Сильвен Камбрелен (1999—2011)
- Франсуа Ксавье Рот (2011—2016)